# Rzeczpospolita (palabra)
La palabra Rzeczpospolita (ʐɛt͡ʂpɔsˈpɔlʲitaⓘ) es el nombre oficial de Polonia y un nombre tradicional para algunos de sus estados predecesores. Es un compuesto de las palabras polacas rzecz (cosa, materia) y pospolita (común), un calco del latín res publica (res cosa + publica público, común).
En polaco la palabra Rzeczpospolita se usa exclusivamente en relación con la República de Polonia (en polaco: Rzeczpospolita Polska), mientras que en dicho idioma se usa la palabra republika para hacer referencia a cualquier otra república, por ejemplo, República italiana: Republika Włoska.

## Orígenes

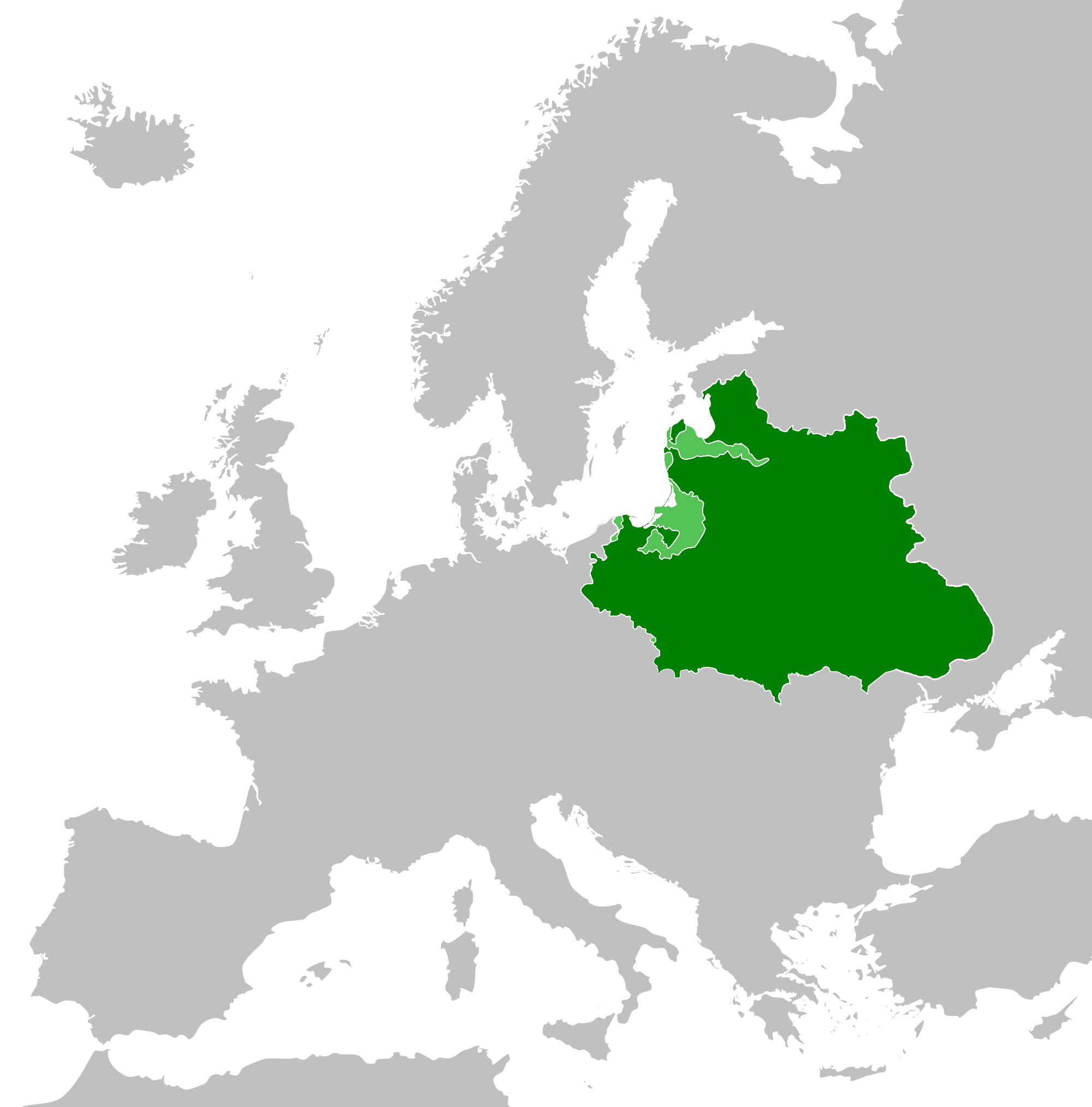
Primera Rzeczpospolita.

Segunda Rzeczpospolita.

Tercera Rzeczpospolita.

El término rzeczpospolita se ha utilizado en Polonia desde principios del siglo XVI. Fue adaptado para Polonia, ya que tenía un sistema republicano único, similar a la Res Publica romana.
El significado de rzeczpospolita está también ligado al del término Mancomunidad o Commonwealth. Como resultado, el significado literal de Rzeczpospolita Polska es «Mancomunidad polaca» o «República de Polonia». Aunque la primera Rzeczpospolita fue una monarquía electiva, el rey no tenía poder real, ya que la mayoría de los asuntos estatales estaban regulados por el parlamento y el senado, conocido como Sejm.
El nombre en latín de la Mancomunidad polaco-lituana era Res Publica Poloniae.

## Las tres Rzeczpospolitas
Rzeczpospolita también se usa en una serie de nombres simbólicos que se refieren a tres períodos de la historia de Polonia:
- I Rzeczpospolita (en polaco: Pierwsza Rzeczpospolita) (a veces traducido como la «Primera República Polaca»), en referencia a la Mancomunidad polaco-lituana (1569-1795). Durante este período, la mancomunidad estaba gobernada de facto por una clase privilegiada llamada szlachta, que tenía (entre muchos otros) el derecho a elegir tanto al rey como al parlamento (el Sejm). Este sistema político es conocido como la Libertad Dorada. Comenzó con la Unión de Lublin en 1569 y terminó con la tercera y última partición de Polonia en 1795. A veces, el término I Rzeczpospolita también se usa en referencia al país anterior a la Unión de Lublin, porque la szlachta comenzó a limitar la autocracia del rey a partir de principios de 1500.
- II Rzeczpospolita (en polaco: Druga Rzeczpospolita), en referencia a la Segunda República polaca  (1918-1939). Se usa para referirse al período de entreguerras, que va desde la recuperación de la independencia en 1918 después del final de la Primera Guerra Mundial hasta la invasión de Polonia de 1939 que desencadenó la Segunda Guerra Mundial por parte de la Alemania nazi y la Unión Soviética. El renaciente Estado polaco se llamó inicialmente República de Polonia (en polaco: Republika Polska). El título Rzeczpospolita fue introducido por la Constitución de marzo de Polonia, cuyo primer artículo establecía que en polaco: Państwo Polskie jest Rzecząpospolitą, que significa "el Estado polaco es una Commonwealth".
- III Rzeczpospolita (en polaco: Trzecia Rzeczpospolita), en referencia a la actual Tercera República polaca (1990-presente). Este es el título del estado polaco actual, que data de la caída de la República Popular de Polonia y la reintroducción de elecciones democráticas en Polonia, que fueron las primeras elecciones libres en Polonia después de la Segunda Guerra Mundial.

- Datos: Q5153902